# Алрам II (Ортенбург)
Алрам II (на немски: Alram II, † 1460) е имперски граф на Ортенбург от 1444 до 1460 г.

## Биография
Син е на граф Алрам I († пр. 1399) и втората му съпруга Барбара фон Ротау († 1388).
През 1443 г. Алрам е съветник на херцозите на Бавария-Ландсхут. През 1444 г. получава замък Стар-Ортенбург от чичо му Етцел I и той го наследява като граф на Имперското графство Ортенбург.
Алрам II умира през 1460 г. С неговата смърт линията Дорфбах се прекратява и през 1461 г. собственостите отиват на линията Нов-Ортенбург. Негов наследник като имперски граф става братовчед му Георг II.

## Фамилия
Алрам II се жени за Агнес фон Валдбург († 10 януари 1460). Те имат дъщеря:
- Вероника († 31 октомври 1461), ∞ Волфганг фон Валзе цу Енс